# Order domowy
Order domowy lub order dynastyczny (order: łac. – zakon) – takie rycerskie organizacje (ordery) były pierwotnie ustanawiane jako zakony rycerskie podległe suwerenowi panującemu w danym kraju. Znakiem przynależności do Zakonu-Orderu Domowego były insygnia w formie orderów, płaszcze rycerskie, miecze itp. Do orderu domowego należeli zwykle członkowie rodziny władcy, jego najbliżsi przyjaciele czy zasłużeni dworzanie.

## Charakterystyka
Charakterystyczną cechą orderów domowych było uzyskiwanie ich przez książąt krwi nie poprzez nadanie, lecz poprzez urodzenie. Na wielu dworach królewskich istniał zwyczaj wkładania do kołyski świeżo narodzonego męskiego potomka insygniów orderu domowego. Nie dotyczyło to na ogół księżniczek, dla których ustanawiane były osobne damskie ordery domowe, przekazywane w dniu 16. lub 18. urodzin.
Najstarsze ordery domowe są jednoklasowe. Należą do nich np. Order Podwiązki, Order Złotego Runa, Order Słonia, Order Królewski Serafinów, Order Orła Czarnego, Order Świętego Andrzeja.
Prawie wszystkie ordery domowe uzyskały z biegiem czasu charakter najwyższych państwowych odznaczeń za zasługi i odznaczeń dla cudzoziemskich głów państw.
Po upadku wielu monarchii na świecie ordery domowe zdetronizowanych dynastii nadal funkcjonują jako odznaczenia nadawane przez głowy tych rodów.

## Aktualne ordery monarchów panujących
Królestwo Wielkiej Brytanii
- Order Podwiązki[1]
- Order Ostu[1]
- Order Wiktoriański[1]
- Order Zasługi[1]

Królestwo Danii
- Order Słonia[2]
- Order Danebroga[2]

Królestwo Niderlandów
- Order Domowy Orański[3]
- Order Domowy Nassauski Lwa Złotego[3]

Królestwo Hiszpanii
- Order Złotego Runa[4]

## Aktualne ordery dynastii niepanujących

### Domy cesarskie
Cesarstwo Austrii, dynastia Habsburg-Lotaryńska
- Order Złotego Runa
- Order Gwiaździstego Krzyża

Cesarstwo Brazylii, dynastia Orlean-Braganza
- Order Piotra I
- Order Róży

Cesarstwo Niemieckie, dynastia Hohenzollernów
- Order Orła Czarnego
- Order Królewski Hohenzollernów
- Order Luizy

Cesarstwo Rosyjskie, dynastia Romanowów
- Order Świętego Andrzeja
- Order Świętej Katarzyny Męczennicy
- Order Świętego Aleksandra Newskiego
- Order Świętej Anny
- Order Świętego Jerzego
- Order Świętego Włodzimierza
- Order Orła Białego
- Order Świętego Stanisława

### Domy królewskie
Królestwo Albanii, dynastia Zogu
- Order Wierności
- Order Skanderbega

Królestwo Bawarii, dynastia Wittelsbachów
- Order Świętego Huberta
- Order Świętego Jerzego
- Order Teresy

Królestwo Bułgarii, dynastia Koburgów
- Order Świętego Aleksandra
- Order Krzyża Czerwonego
- Order Świętych Cyryla i Metodego

Królestwo Czarnogóry, dynastia Petrowiciów-Niegoszów
- Order Daniły I
- Order Świętego Piotra
- Order Petrowiciów-Niegoszów

Królestwo Francji, dynastia Burbonów
- Order Ducha Świętego
- Order Świętego Michała
- Order Świętego Ludwika

Królestwo Grecji, dynastia oldenburska
- Order Zbawiciela
- Order Świętych Jerzego i Konstantyna
- Order Świętych Olgi i Zofii
- Order Jerzego I

Królestwo Hanoweru, dynastia Welfów
- Order Gwelfów
- Order Świętego Jerzego

Królestwo Jugosławii, dynastia Karadziordziewiciów
- Order Świętego Księcia Łazarza
- Order Orła Białego
- Order Świętego Sawy
- Order Gwiazdy Jerzego Czarnego
- Order Korony Jugosłowiańskiej

Królestwo Obojga Sycylii, dynastia Burbonów Sycylijskich
- Order Konstantyński Świętego Jerzego
- Order Świętego Januarego

Królestwo Portugalii, dynastia Braganza
- Order Świętej Elżbiety
- Order Niepokalanego Poczęcia Najświętszej Marii Panny z Vila Viçosa
- Order Skrzydła Świętego Michała

Królestwo Rumunii, dynastia Hohenzollern-Sigmaringen
- Order Korony Rumunii
- Order Karola I
- Order Michała Walecznego

Królestwo Saksonii, dynastia Wettynów – linia albertyńska
- Order Domowy Korony Rucianej
- Order Sidonii
- Order Świętego Henryka

Królestwo Wirtembergii, dynastia Wirtembergów
- Order Korony Wirtemberskiej
- Order Olgi

Królestwo Włoch, dynastia sabaudzka
- Order Annuncjaty
- Order Świętych Maurycego i Łazarza
- Order Sabaudzki Cywilny

### Domy wielkoksiążęce
Wielkie Księstwo Badenii, dynastia Zeryngen
- Order Wierności

Wielkie Księstwo Hesji, dynastia lotaryńsko-brabancka
- Order Lwa Złotego

Wielkie Księstwo Oldenburga, dynastia oldenburska
- Order Domowy i Zasługi Księcia Piotra Fryderyka Ludwika

Wielkie Księstwo Saksonii-Weimar-Eisenach, dynastia Wettynów – linia ernestyńska
- Order Sokoła Białego

Wielkie Księstwo Toskanii
- Order Świętego Józefa
- Order Świętego Stefana

### Domy książęce
Księstwo Anhalt, dynastia askańska
- Order Alberta Niedźwiedzia

Księstwo Brunszwiku, dynastia hanowerska
- Order Henryka Lwa

Księstwo Hohenzollern-Sigmaringen, dynastia Hohenzollern-Sigmaringen
- Order Hohenzollernów

Księstwo Lippe, dynastia Lippe
- Order Lippeński

Księstwo Schaumburg-Lippe, dynastia Lippe
- Order Schaumburg-Lippeński

Księstwo Parmy, dynastia Burbon-Parma
- Order Konstantyński Świętego Jerzego

Księstwo Reuss, dynastia Reuss
- Krzyż Honorowy Reusski

Księstwo Saksonia-Altenburg, dynastia Wettynów – linia ernestyńska
Księstwo Saksonia-Coburg-Gotha, dynastia Wettynów – linia ernestyńska
Księstwo Saksonia-Meiningen, dynastia Wettynów – linia ernestyńska
- Order Ernestyński

Księstwo Waldeck, dynastia Waldeck
- Order Waldeck

### Pozostałe
dynastia Hohenlohe-Waldenburg-Schillingfurst
- Order Feniksa

dynastia Isenburg-Birstein
- Order „pour mes amis”

dynastia Thurn und Taxis
- Order Wieży i Borsuka

## Wygasłe ordery domowe
Wielkie Księstwo Meklemburgii-Schwerin
- Order Korony Wendyjskiej w 2001

Szwarcburg
- Krzyż Honorowy (Szwarcburg) w 1971